# Ten Canoes
Ten Canoes är en australisk film från 2006 av regissören Rolf de Heer och med Crusoe Kurddal i huvudrollen. Kurddal kommer från samhället Maningrida talar gunwinggu. Övriga skådespelare kommer från Ramingining och talar olika språk och dialekter i språkgruppen yolngu matha. Ten Canoes är den första långfilmen av spelfilmskaraktär med dialog enbart på australiska språk.

## Rollista
| Crusoe Kurddal             | – Ridjimiraril |
| Jamie Gulpilil             | – Dayindi      |
| Richard Birrinbirrin       | – Birrinbirrin |
| Peter Minygululu           | – Minygululu   |
| Frances Djulibing          | – Nowalingu    |
| David Gulpilil             | – Berättaren   |
| Sonia Djarrabalminym       | – Banalandju   |
| Cassandra Malangarri Baker | – Munandjarra  |
| Philip Gudthaykudthay      | – Trollkarlen  |